# Wharton (Ohio)
Wharton es una villa ubicada en el condado de Wyandot en el estado estadounidense de Ohio. En el Censo de 2010 tenía una población de 358 habitantes y una densidad poblacional de 109,96 personas por km².

## Geografía
Wharton se encuentra ubicada en las coordenadas 40°51′41″N 83°27′53″O / 40.86139, -83.46472. Según la Oficina del Censo de los Estados Unidos, Wharton tiene una superficie total de 3.26 km², de la cual 3.26 km² corresponden a tierra firme y (0%) 0 km² es agua.

## Demografía
Según el censo de 2010, había 358 personas residiendo en Wharton. La densidad de población era de 109,96 hab./km². De los 358 habitantes, Wharton estaba compuesto por el 99.16% blancos, el 0% eran afroamericanos, el 0% eran amerindios, el 0% eran asiáticos, el 0% eran isleños del Pacífico, el 0% eran de otras razas y el 0.84% pertenecían a dos o más razas. Del total de la población el 0.84% eran hispanos o latinos de cualquier raza.